# Houtindustrie in Oostende
De Oostendse houtindustrie met zijn zaagmolens, houthandel en firma Deweert hebben in de afgelopen twee eeuwen in Oostende gezorgd voor belangrijke handelsactiviteiten en industriële bedrijvigheid.

## De zaagmolens inSlijkens
De eerste sporen van een industrieel opgezette houtwarenactiviteit situeren zich buiten de stad Oostende in de nabijheid van de historische sluizen van Slijkens.
In het midden van de 18de eeuw werd met privé kapitaal een maatschappij gesticht voor de oprichting van een windaangedreven zaagmolencomplex in Vlaanderen. Voor de inplanting viel de keuze op een site in de nabijheid van Oostende dicht bij het kanaal naar Brugge.
Hout werd per zeilschip aangevoerd uit Noord-Europa en via een stelsel van kanalen en waterbekkens tot aan de molens geleid. Na het zagen werd het hout in droogrekken en stapelplaatsen gerangschikt volgens sectie en lengte.
Deze activiteiten bleven bestaan tot aan de Franse periode. De continentale blokkade vanaf 1793 betekende de ondergang van de compagnie.
De houtzaagindustrie bestond ook in Holland langs de Zaan, in Rusland en in Zweden zodat we hier mogen spreken van een activiteit met Europese allures in Oostende.
Van site in Slijkens en de molens bestaat al lang niets meer. Slechts de straatnaam Molendorpkaai ter hoogte van de Doksluis roept herinneringen op aan deze activiteit.

## Houtnijverheid in Oostende
Tijdens de 19de eeuw kende Oostende binnen zijn grenzen verscheidene houtverhandelende bedrijven zoals de firma’s Defever en Snauwaert aan de Vrijhavenstraat, het bedrijf Liebaert aan de Brigantijnenstraat en de firma De Buck en Deweert aan de Zuidlaan. Alle zijn ze gesitueerd in de nabijheid van de Oostendse handelsdokken waar het hout per schip werd aangevoerd.

### De firma De Buck en Deweert
Henri Deweert, die van beroep scheepskalfater was, had een deklading hout kunnen aankopen en die voordelig aan de man kunnen brengen.
Na deze ervaring stichten Henri Deweert en Désiré De Buck een firma voor timmerhout. Ze aarzelen niet om het hout rechtstreeks per zeilschip vanuit Noord-Europa of Noord-Amerika in te voeren. Dankzij hun zin voor initiatief ontwikkelt de onderneming zich tot een uitgestrekt en veelzijdig bedrijf.
Tot 1906 is het bedrijf gelegen aan de Zuidlaan tussen de Stockholmstraat en de Constantinopelstraat. Nadien verhuist het naar het Houtdok. Omstreeks 1910 neemt Henri Deweert de leiding van de zaak op zich. De firma bloeit en Henri Deweert laat een prachtige woning bouwen voor zijn familie.
In 1914 slaan de Duitsers de hele houtvoorraad aan en het is pas in 1919, na de eerste scheepsladingen hout, dat de activiteiten in Oostende worden hervat.
Eind 1926 richt Henri Deweert in Vilvoorde en in Laken grote houtwerven op met zagerijen en schaverijen.

### NV Deweert
In die tijd gaat de zaak over in een naamloze vennootschap en leidt H. Deweert samen met zijn drie zonen het bedrijf.
Henri Deweert overlijdt in mei 1934 en zijn begrafenis in de Sint-Jozefkerk in Oostende heeft de omvang van een staatsbegrafenis.
De terreinen beslaan dan in Oostende en in Brussel diverse hectaren met modern uitgeruste installaties waar het hout uit Zweden, Finland, Rusland, Polen en Noord-Amerika verwerkt en opgeslagen wordt.
De Tweede Wereldoorlog heeft het bedrijf zwaar geteisterd. Door schade als gevolg van bombardementen en door het stilvallen van de activiteiten loopt het opnieuw opstarten niet van een leien dak.
Het bedrijf verkoopt vrijwel uitsluitend aan afnemers voor doorverkoop. Voor de detailhandel werd een andere maatschappij opgericht, de Oostendse Houtmaatschappij nv.

## Voetnoot
1. ↑  Kalfaten of breeuwen: scheepsnaden dichten met gepluisd touwwerk en teer.